# Pedro (Soria)
Pedro es una localidad española de la Tierra de Caracena, en la provincia de Soria, (comunidad autónoma de Castilla y León). Pertenece al municipio de Montejo de Tiermes.

## Geografía

### Comunicaciones
Acceso por la carretera provincial   SO-P-4119 , 3 km al norte de Rebollosa de Pedro y otros 3 al este de Sotillos de Caracena.

## Historia
En el censo de 1785-1787, ordenado por el conde de Floridablanca,  figuraba como lugar del Partido de Caracena en la Intendencia de Soria, con jurisdicción de señorío y bajo la autoridad del alcalde pedáneo, nombrado por el duque de Uceda. Contaba entonces con 137 habitantes.
A la caída del Antiguo Régimen la localidad se constituye en municipio constitucional en la región de Castilla la Vieja que en el censo de 1842 contaba con 29 hogares y 112 vecinos, para posteriormente integrarse en Montejo de Tiermes.

## Demografía
En el año 1981 contaba con 13 habitantes, concentrados en el núcleo principal, pasando a 14 en  2010, 11 varones y 3 mujeres.
| Gráfica de evolución demográfica de Pedro (Soria) entre 2000 y 2010                              |
|                                                                                                  |
| Población de derecho (2000-2010) según los censos de población del INE a 1 de enero de cada año. |

## Patrimonio
- Iglesia parroquial católica dedicada a San Pedro. Para esta parroquia, en el siglo XVIII los artífices plateros arandinos Francisco Estevan Manrique y Francisco del Bado realizaron conjuntamente una custodia y un copón.[5]

- Ermita de la Virgen del Val, que por sus vestigios hispano-visigodos, además de poseer importantes vestigios románicos, ha sido declarada Bien de Interés Cultural en la categoría de Monumento con fecha 27 de abril de 2000.[6] Teógenes Ortego[7] considera que data de medidos del siglo VII, reinando Recesvinto, con una posterior reconstrucción en estilo románico.